# Vivre ! (roman)
Pour les articles homonymes, voir Vivre.
Vivre ! (活着, Huozhe) est un roman de Yu Hua paru en 1993 en Chine et en 1994 en France.

## Résumé
Fugui, enfant gâté et unique héritier de la famille Xu, est un fils prodigue qui dilapide son bien dans les jeux d'argent, et au grand dam de son épouse Jiazhen. Ruiné, il est contraint de travailler la terre. Mais ce revers de fortune se révèle une chance au moment de l'avènement de la Chine communiste : autrefois fils de propriétaire foncier, désormais simple paysan, il échappe au triste sort réservé aux nantis. Les tourmentes successives qui secouent le pays tout au long du XXe siècle n'épargneront toutefois pas sa famille.

## Éditions
Traduction française : Yang Ping
- Librairie générale française, « Le Livre de poche », 1994
- Actes Sud, « Babel », 2008

## Adaptation
Vivre ! a été porté à l'écran par Zhang Yimou sous le même titre, dès 1994. Le film a remporté le grand prix du jury au Festival de Cannes 1994.